# Campeonato Sub-17 de la Concacaf de 2023
El Campeonato Sub-17 de la Concacaf de 2023 fue la 20.ª edición que se realizó en los estadios Doroteo Guamuch Flores en Ciudad de Guatemala y Pensativo en Antigua Guatemala. Se disputaron en tres rondas. Las rondas finales (fase de grupos y eliminatoria) se llevaron a cabo del 11 al 26 de febrero de 2023. Participaron selecciones con jugadores menores de 17 años y sirvió como clasificación de cuatro equipos de la Concacaf a la Copa Mundial de Fútbol Sub-17 de 2023, lo que significó que se admitieran futbolistas que como máximo hayan nacido el 1 de enero de 2006. 
México ganó su quinto título consecutivo y el noveno en general, tras vencer en la final a Estados Unidos por 3-1.

## Formato
Dos instalaciones deportivas de gran trayectoria en el futbol guatemalteco como el estadio Pensativo y estadio Doroteo Guamuch Flores.
La competencia comenzó el 11 de febrero de 2023, con la primera ronda. Para esta etapa inicial, los 19 equipos con la clasificación más baja, basados en la Clasificación de Selecciones Masculinas Sub-17 de la Concacaf de diciembre de 2019, se dividieron en cuatro grupos. Después de jugar una fase de grupos, el ganador de cada grupo avanzó a la fase eliminatoria de la competencia final.
El Campeonato Final comenzó con una fase de grupos, en la que los 16 equipos participantes mejor clasificados, basados en la Clasificación de Selecciones Masculinas Sub-17 de la Concacaf de diciembre de 2019, se dividieron en cuatro grupos. Después de la fase de grupos, los tres mejores de cada uno de los grupos se unieron a los ganadores de los grupos A, B, C y D de la eliminatoria en los octavos de final.
La fase de eliminatoria de la competencia (octavos de final, cuartos de final, semifinales y final) se jugó en su totalidad en un formato de eliminación de un solo partido. Los 4 equipos semifinalistas se clasificaron automáticamente para la Copa Mundial de Fútbol Sub-17 de 2023

## Equipos participantes
| Anguila               | Antigua y Barbuda | Aruba                     | Bahamas                        |
| Barbados              | Belice            | Bermudas                  | Bonaire                        |
| Canadá                | Costa Rica        | Cuba                      | Curazao                        |
| Dominica              | El Salvador       | Estados Unidos            | Granada                        |
| Guadalupe             | Guatemala         | Guyana                    | Haití                          |
| Honduras              | Islas Caimán      | Islas Vírgenes Británicas | Islas Vírgenes Estadounidenses |
| Islas Turcas y Caicos | Jamaica           | Martinica                 | México                         |
| Nicaragua             | Panamá            | Puerto Rico               | República Dominicana           |
| Saint-Martin          | Santa Lucía       | San Cristóbal y Nieves    | San Vicente y las Granadinas   |
| Surinam               | Trinidad y Tobago |                           |                                |

- No participan en esta edición.

| - Guayana Francesa - Montserrat - Sint Maarten |

## Fase preliminar

### Sorteo preliminar
El sorteo preliminar se realizó el 23 de junio de 2022 a las 11:00 (UTC-5) en la sede de Concacaf, ubicada en Miami, Estados Unidos. Los 22 equipos fueron sorteados a dos grupos de seis equipos y dos grupos de cinco equipos.
| Bombo 1                                             | Bombo 2                                                     | Bombo 3                            | Bombo 4                                               | Bombo 5 |
| --------------------------------------------------- | ----------------------------------------------------------- | ---------------------------------- | ----------------------------------------------------- | --- |
| Nicaragua República Dominicana Bermudas Santa Lucía | Guyana Puerto Rico Antigua y Barbuda San Cristóbal y Nieves | Islas Caimán Granada Aruba Bahamas | Martinica San Vicente y las Granadinas Belice Bonaire | Saint-Martin Islas Vírgenes Estadounidenses Dominica Anguila Islas Vírgenes Británicas Islas Turcas y Caicos |

Las horas indicadas en los partidos corresponden a la Hora del este de Norteamérica (ET) usada por la Concacaf en el calendario oficial de la competencia. Los cuatro ganadores de grupo avanzarán a la fase final del Campeonato Masculino Sub-17 de Concacaf 2023, uniéndose a las 16 naciones mejor clasificadas que han sido sembradas directamente en la fase de grupos del Campeonato Sub-17 2023. Las horas indicadas en los partidos corresponden a la Hora del este de Norteamérica (ET) usada por la Concacaf en el calendario oficial de la competencia.Los Grupos A y B se disputarán en el IMG Academy, en Bradenton, Florida, Estados Unidos. mientras, que los Grupos C y D serán recibidos por el Estadio Panamericano en la República Dominicana y en el Estadio Nacional, en Nicaragua, respectivamente.

### Grupo A
| Pos. | Equipo                        | Pts. | PJ | G | E | P | GF | GC | Dif. | Clasificación         |
| ---- | ----------------------------- | ---- | -- | - | - | - | -- | -- | ---- | --------------------- |
| 1    | Bermudas                      | 12   | 5  | 4 | 0 | 1 | 21 | 3  | +18  | Fase de eliminatorias |
| 2    | Bonaire (E)                   | 12   | 5  | 4 | 0 | 1 | 11 | 6  | +5   |                       |
| 3    | Guyana (E)                    | 10   | 5  | 3 | 1 | 1 | 13 | 8  | +5   |                       |
| 4    | Bahamas (E)                   | 6    | 5  | 2 | 0 | 3 | 3  | 12 | −9   |                       |
| 5    | Islas Vírgenes Británicas (E) | 4    | 5  | 1 | 1 | 3 | 4  | 9  | −5   |                       |
| 6    | Saint-Martin (E)              | 0    | 5  | 0 | 0 | 5 | 4  | 18 | −14  |                       |

 Fuente: CONCACAF
| 30 de septiembre de 2022 | Bahamas                     | 2:1 (1:1) | Saint-Martin | IMG Academy - Field 1, Bradenton |                  |
| 09:00 (UTC-4)            | - Edgecombe 32' - Pérez 63' | Reporte   | - 30' Lake   | Árbitro(s): [[]]                 | Árbitro(s): [[]] |

| 30 de septiembre de 2022 | Guyana                      | 2:4 (1:0) | Bonaire                                                      | IMG Academy - Field 6, Bradenton |                  |
| 09:10 (UTC-4)            | - Burnette 40' - Martin 52' | Reporte   | - 51' (a.g.) Burnette - 58' Dishmey - 70' Michiel - 88' Piar | Árbitro(s): [[]]                 | Árbitro(s): [[]] |

| 30 de septiembre de 2022 | Bermudas                                           | 4:0 (3:0) | Islas Vírgenes Británicas | IMG Academy - Field 1, Bradenton |                  |
| 11:15 (UTC-4)            | - Roberts 9' - Dill 31' - Robinson 45+3' - Eve 75' | Reporte   |                           | Árbitro(s): [[]]                 | Árbitro(s): [[]] |

| 1 de septiembre de 2022 | Saint-Martin | 0:9 (0:4) | Bermudas                                                                                           | IMG Academy - Field 1, Bradenton |                  |
| 09:00 (UTC-4)           |              | Reporte   | - 10', 24', 40' Deroza - 13' Dill - 47' Robinson - 59' Burgess - 71', 90+4' Belboda - 84' (a.g.) ? | Árbitro(s): [[]]                 | Árbitro(s): [[]] |

| 1 de septiembre de 2022 | Islas Vírgenes Británicas | 1:2 (1:2) | Bonaire                 | IMG Academy - Field 6, Bradenton |                  |
| 09:10 (UTC-4)           | - Rowe 32'                | Reporte   | - 8' Michiel - 35' Piar | Árbitro(s): [[]]                 | Árbitro(s): [[]] |

| 1 de septiembre de 2022 | Guyana                                        | 4:0 (4:0) | Bahamas | IMG Academy - Field 1, Bradenton |                  |
| 11:15 (UTC-4)           | - ? 4' (a.g.) - Wharton 9', 30' - Whitter 18' | Reporte   |         | Árbitro(s): [[]]                 | Árbitro(s): [[]] |

| 3 de septiembre de 2022 | Bonaire | 0:2 (0:0) | Bermudas                          | IMG Academy - Field 1, Bradenton |                  |
| 09:00 (UTC-4)           |         | Reporte   | - 51' (pen.) Roberts - 55' Fulton | Árbitro(s): [[]]                 | Árbitro(s): [[]] |

| 3 de septiembre de 2022 | Guyana                                   | 3:1 (1:1) | Saint-Martin | IMG Academy - Field 6, Bradenton |                  |
| 09:10 (UTC-4)           | - Martin 36' - Kissoon 69' - Wharton 76' | Reporte   | - 8' Jeremie | Árbitro(s): [[]]                 | Árbitro(s): [[]] |

| 3 de septiembre de 2022 | Bahamas        | 1:0 (1:0) | Islas Vírgenes Británicas | IMG Academy - Field 1, Bradenton |                  |
| 11:15 (UTC-4)           | - Holcombe 33' | Reporte   |                           | Árbitro(s): [[]]                 | Árbitro(s): [[]] |

| 5 de septiembre de 2022 | Bermudas                                           | 4:0 (1:0) | Bahamas | IMG Academy - Field 1, Bradenton |                  |
| 09:00 (UTC-4)           | - Roberts 21' - Eve 48' - Raynor 50' - Furbert 79' | Reporte   |         | Árbitro(s): [[]]                 | Árbitro(s): [[]] |

| 5 de septiembre de 2022 | Islas Vírgenes Británicas | 1:1 (1:0) | Guyana        | IMG Academy - Field 6, Bradenton |                  |
| 09:10 (UTC-4)           | - Rowe 42'                | Reporte   | - 71' Wharton | Árbitro(s): [[]]                 | Árbitro(s): [[]] |

| 5 de septiembre de 2022 | Bonaire                   | 2:1 (1:0) | Saint-Martin | IMG Academy - Field 1, Bradenton |                  |
| 11:15 (UTC-4)           | - Pineda 8' - Dishmey 88' | Reporte   | - 51' Joe    | Árbitro(s): [[]]                 | Árbitro(s): [[]] |

| 7 de septiembre de 2022 | Saint-Martin | 1:2 (0:1) | Islas Vírgenes Británicas | IMG Academy - Field 1, Bradenton |                  |
| 09:00 (UTC-4)           |              |           |                           | Árbitro(s): [[]]                 | Árbitro(s): [[]] |

| 7 de septiembre de 2022 | Bahamas | 0:3 (Default) | Bonaire | IMG Academy - Field 1, Bradenton |                  |
| 09:10 (UTC-4)           |         |               |         | Árbitro(s): [[]]                 | Árbitro(s): [[]] |

| 7 de septiembre de 2022 | Bermudas | 2:3 (1:0) | Guyana | IMG Academy - Field 1, Bradenton |                  |
| 11:15 (UTC-4)           |          |           |        | Árbitro(s): [[]]                 | Árbitro(s): [[]] |

### Grupo B
| Pos. | Equipo                             | Pts. | PJ | G | E | P | GF | GC | Dif. | Clasificación         |
| ---- | ---------------------------------- | ---- | -- | - | - | - | -- | -- | ---- | --------------------- |
| 1    | Puerto Rico                        | 10   | 4  | 3 | 1 | 0 | 25 | 0  | +25  | Fase de eliminatorias |
| 2    | Aruba (E)                          | 10   | 4  | 3 | 1 | 0 | 7  | 1  | +6   |                       |
| 3    | Martinica (E)                      | 6    | 4  | 2 | 0 | 2 | 18 | 3  | +15  |                       |
| 4    | Anguila (E)                        | 3    | 4  | 1 | 0 | 3 | 2  | 15 | −13  |                       |
| 5    | Islas Vírgenes Estadounidenses (E) | 0    | 4  | 0 | 0 | 4 | 0  | 33 | −33  |                       |
| 6    | Santa Lucia                        | 0    | 0  | 0 | 0 | 0 | 0  | 0  | 0    | Retirado              |

 Fuente: CONCACAF
| 31 de agosto de 2022 | Aruba                            | 2:1 (1:0) | Martinica          | IMG Academy - Field 1, Bradenton |                  |
| 09:00 (UTC-4)        | - Delgado 6' (pen.) - De Mey 80' | Reporte   | - 71' (pen.) Roque | Árbitro(s): [[]]                 | Árbitro(s): [[]] |

| 31 de agosto de 2022 | Puerto Rico | 16:0 (8:0) | Islas Vírgenes Estadounidenses | IMG Academy - Field 6, Bradenton |                  |
| 09:10 (UTC-4)        | - Vázquez 1', 20', 72' - Speed 6', 7', 13', 17', 48', 68' - 11' (a.g.) - Avilés 42' - Nelson 61' - Prado 81' - Delgado 83' - Blanco 86' - Villanueva 89' | Reporte    |                                | Árbitro(s): [[]]                 | Árbitro(s): [[]] |

| 2 de septiembre de 2022 | Anguila | 0:8 (0:6) | Puerto Rico                                                                        | IMG Academy - Field 1, Bradenton |                  |
| 09:00 (UTC-4)           |         | Reporte   | - 3', 11', 45+1' Avilés - 8', 19' Vázquez - 34' Charles - 61' Rosario - 89' Suster | Árbitro(s): [[]]                 | Árbitro(s): [[]] |

| 2 de septiembre de 2022 | Islas Vírgenes Estadounidenses | 0:3 (0:2) | Aruba                                       | IMG Academy - Field 6, Bradenton |                  |
| 09:10 (UTC-4)           |                                | Reporte   | - 22' Franken - 40' Delgado - 85' Boekhoudt | Árbitro(s): [[]]                 | Árbitro(s): [[]] |

| 4 de septiembre de 2022 | Islas Vírgenes Estadounidenses | 0:12 (0:3) | Martinica | IMG Academy - Field 1, Bradenton |                  |
| 09:00 (UTC-4)           |                                | Reporte    | - 48', 54', 80', 83' Demoniere-leprix - 58', 74', 87', 88' Roque - 34', 43' Thine - 40' (pen.) Le Curieux-lafayette - (a.g.) | Árbitro(s): [[]]                 | Árbitro(s): [[]] |

| 4 de septiembre de 2022 | Aruba                       | 2:0 (1:0) | Anguila | IMG Academy - Field 6, Bradenton |                  |
| 09:10 (UTC-4)           | - Boekhoudt 15' - Croes 83' | Reporte   |         | Árbitro(s): [[]]                 | Árbitro(s): [[]] |

| 6 de septiembre de 2022 | Anguila                  | 2:0 (0:0) | Islas Vírgenes Estadounidenses | IMG Academy - Field 1, Bradenton |                  |
| 09:00 (UTC-4)           | - Smeins 62' - Grant 83' | Reporte   |                                | Árbitro(s): [[]]                 | Árbitro(s): [[]] |

| 6 de septiembre de 2022 | Martinica | 0:1 (0:0) | Puerto Rico   | IMG Academy - Field 6, Bradenton |                  |
| 09:10 (UTC-4)           |           | Reporte   | - 49' Delgado | Árbitro(s): [[]]                 | Árbitro(s): [[]] |

| 8 de septiembre de 2022 | Puerto Rico | 0:0 | Aruba | IMG Academy - Field 1, Bradenton |                  |
| 09:00 (UTC-4)           |             |     |       | Árbitro(s): [[]]                 | Árbitro(s): [[]] |

| 8 de septiembre de 2022 | Martinica | 5:0 (2:0) | Anguila | IMG Academy - Field 6, Bradenton |                  |
| 09:10 (UTC-4)           |           |           |         | Árbitro(s): [[]]                 | Árbitro(s): [[]] |

### Grupo C
| Pos. | Equipo                       | Pts. | PJ | G | E | P | GF | GC | Dif. | Clasificación         |
| ---- | ---------------------------- | ---- | -- | - | - | - | -- | -- | ---- | --------------------- |
| 1    | República Dominicana (H)     | 9    | 3  | 3 | 0 | 0 | 19 | 1  | +18  | Fase de eliminatorias |
| 2    | San Cristóbal y Nieves (E)   | 6    | 3  | 2 | 0 | 1 | 4  | 5  | −1   |                       |
| 3    | Islas Caimán (E)             | 3    | 3  | 1 | 0 | 2 | 2  | 7  | −5   |                       |
| 4    | Dominica (E)                 | 0    | 3  | 0 | 0 | 3 | 0  | 12 | −12  |                       |
| 5    | San Vicente y las Granadinas | 0    | 0  | 0 | 0 | 0 | 0  | 0  | 0    | Retirado              |

 Fuente: CONCACAF
| 30 de agosto de 2022 | San Cristóbal y Nieves | 1:0 (1:0) | Islas Caimán | Estadio Olímpico Félix Sánchez, Santo Domingo |                  |
| 16:00 (UTC-4)        | - Francis 33' (pen.)   | Reporte   |              | Árbitro(s): [[]]                              | Árbitro(s): [[]] |

| 30 de agosto de 2022 | República Dominicana                                                                 | 8:0 (4:0) | Dominica | Estadio Olímpico Félix Sánchez, Santo Domingo |                  |
| 19:00 (UTC-4)        | - Jackson 3', 48', 58' - Nuñez 8' - Cabrera 12' - Cruz 43' - Sarante 67' - Sapeg 71' | Reporte   |          | Árbitro(s): [[]]                              | Árbitro(s): [[]] |

| 1 de septiembre de 2022 | Dominica | 0:2 (0:1) | San Cristóbal y Nieves       | Estadio Olímpico Félix Sánchez, Santo Domingo |                  |
| 16:00 (UTC-4)           |          | Reporte   | - 34' Francis - 84' Bradshaw | Árbitro(s): [[]]                              | Árbitro(s): [[]] |

| 1 de septiembre de 2022 | Islas Caimán | 0:6 (0:3) | República Dominicana                                            | Estadio Olímpico Félix Sánchez, Santo Domingo |                  |
| 19:00 (UTC-4)           |              | Reporte   | - 11', 44', 87' Peralta - 15' Reyes - 59' Jackson - 81' Sarante | Árbitro(s): [[]]                              | Árbitro(s): [[]] |

| 3 de septiembre de 2022 | Islas Caimán             | 2:0 (0:0) | Dominica | Estadio Olímpico Félix Sánchez, Santo Domingo |                  |
| 14:00 (UTC-4)           | - Henry 58' - Bennet 68' | Reporte   |          | Árbitro(s): [[]]                              | Árbitro(s): [[]] |

| 3 de septiembre de 2022 | República Dominicana                                           | 5:1 (0:1) | San Cristóbal y Nieves | Estadio Olímpico Félix Sánchez, Santo Domingo |                  |
| 19:00 (UTC-4)           | - Peralta 47' - Breton 55' - 64' (a.g.) - Cruz 67' - Sapeg 81' | Reporte   | - 33' Mills            | Árbitro(s): [[]]                              | Árbitro(s): [[]] |

### Grupo D
| Pos. | Equipo                    | Pts. | PJ | G | E | P | GF | GC | Dif. | Clasificación         |
| ---- | ------------------------- | ---- | -- | - | - | - | -- | -- | ---- | --------------------- |
| 1    | Nicaragua (H)             | 9    | 3  | 3 | 0 | 0 | 11 | 0  | +11  | Fase de eliminatorias |
| 2    | Belice (E)                | 4    | 3  | 1 | 1 | 1 | 3  | 4  | −1   |                       |
| 3    | Antigua y Barbuda (E)     | 4    | 3  | 1 | 1 | 1 | 2  | 4  | −2   |                       |
| 4    | Islas Turcas y Caicos (E) | 0    | 3  | 0 | 0 | 3 | 0  | 8  | −8   |                       |
| 5    | Granada                   | 0    | 0  | 0 | 0 | 0 | 0  | 0  | 0    | Retirado              |

 Fuente: CONCACAF
| 31 de agosto de 2022 | Antigua y Barbuda | 1:1 (1:1) | Belice     | Estadio Nacional, Managua |                  |
| 16:00 (CST)          | - Jarvis 31'      | Reporte   | - 15' Mena | Árbitro(s): [[]]          | Árbitro(s): [[]] |

| 31 de agosto de 2022 | Nicaragua                                                           | 5:0 (4:0) | Islas Turcas y Caicos | Estadio Nacional, Managua |                  |
| 19:00 (CST)          | - Gutiérrez 6' (pen.) - Uriarte 14' - Bello 20', 34' - Parrales 51' | Reporte   |                       | Árbitro(s): [[]]          | Árbitro(s): [[]] |

| 2 de septiembre de 2022 | Islas Turcas y Caicos | 0:1 (0:1) | Antigua y Barbuda | Estadio Nacional, Managua |                  |
| 16:00 (CST)             |                       | Reporte   | - 45+1' Jarvis    | Árbitro(s): [[]]          | Árbitro(s): [[]] |

| 2 de septiembre de 2022 | Belice | 0:3 (0:1) | Nicaragua                     | Estadio Nacional, Managua |                  |
| 19:00 (CST)             |        | Reporte   | - 24' Cano - 56', 69' Uriarte | Árbitro(s): [[]]          | Árbitro(s): [[]] |

| 4 de septiembre de 2022 | Belice                        | 2:0 (2:0) | Islas Turcas y Caicos | Estadio Nacional, Managua |                  |
| 16:00 (CST)             | - Augustine 14' - Garbutt 39' | Reporte   |                       | Árbitro(s): [[]]          | Árbitro(s): [[]] |

| 4 de septiembre de 2022 | Nicaragua                                 | 3:0 (1:0) | Antigua y Barbuda | Estadio Nacional, Managua |                  |
| 19:00 (CST)             | - Uriarte 20' - Bello 73' - Navarrete 87' | Reporte   |                   | Árbitro(s): [[]]          | Árbitro(s): [[]] |

## Clasificados a la Fase eliminatoria del campeonato pre-mundial de Fútbol Sub-17 de CONCACAF Guatemala 2023
| Bandera de Bermudas   | Bandera de Puerto Rico   | Bandera de la República Dominicana | Bandera de Nicaragua   |
| Bermudas (1° Grupo A) | Puerto Rico (1° Grupo B) | República Dominicana (1° Grupo C)  | Nicaragua (1° Grupo D) |
| Clasificado: 11/02/23 | Clasificado: 11/02/23    | Clasificado: 11/02/23              | Clasificado: 11/02/23  |

## Fase final

### Sorteo final
El sorteo final del Campeonato Masculino Sub-17 de la Concacaf se llevó a cabo el 29 de septiembre de 2022 a las 11:00 a. m. (ET) en la sede de la Concacaf, en Miami, Estados Unidos. Los bombos fueron ordenados de acuerdo a la Clasificación de Selecciones Masculinas Sub-17 de la CONCACAF publicada el 1 de diciembre de 2019. Los 4 mejores equipos de la clasificación (México, Estados Unidos, Costa Rica y Honduras) han sido asignados a los grupos E, F, G y H respectivamente.
| Bombo 1 | Bombo 2                     | Bombo 3                                      | Bombo 4                            |
| --- | --------------------------- | -------------------------------------------- | ---------------------------------- |
| México (Asignado al Grupo E) Estados Unidos (Asignado al Grupo F) Costa Rica (Asignado al Grupo G) Honduras (Asignado al Grupo H) | Canadá Panamá Haití Jamaica | Cuba El Salvador Trinidad y Tobago Guatemala | Curazao Surinam Barbados Guadalupe |

### Sedes
| Estadio Pensativo | Estadio Nacional Doroteo Guamuch Flores |
| Capacidad: 10,000 | Capacidad: 26,116                       |
|                   |                                         |

## Fase de grupos

### Grupo E
| Pos. | Equipo        | Pts. | PJ | G | E | P | GF | GC | Dif. | Clasificación    |
| ---- | ------------- | ---- | -- | - | - | - | -- | -- | ---- | ---------------- |
| 1    | México        | 7    | 3  | 2 | 1 | 0 | 12 | 1  | +11  | Octavos de final |
| 2    | Panamá        | 7    | 3  | 2 | 1 | 0 | 6  | 1  | +5   | Octavos de final |
| 3    | Guatemala (H) | 3    | 3  | 1 | 0 | 2 | 8  | 6  | +2   | Octavos de final |
| 4    | Curazao       | 0    | 3  | 0 | 0 | 3 | 3  | 21 | −18  |                  |

 Fuente: 
| 11 de febrero de 2023 | México | 9:0 (5:0) | Curazao | Estadio Doroteo Guamuch Flores, Ciudad de Guatemala |                                |
|                       | - Álvarez 2' - Martínez 14' (pen.) - Barajas 17' - Carrillo 23' 45' - Valencia 72' - Moxica 86' - Urias 89' (pen.) - Arroyo 90+2' |           |         | Árbitro(s): Filiberto Martínez                      | Árbitro(s): Filiberto Martínez |

| 11 de febrero de 2023 | Panamá     | 1:0 (1:0) | Guatemala | Estadio Doroteo Guamuch Flores, Ciudad de Guatemala |                          |
|                       | Walder 16' |           |           | Árbitro(s): Víctor Rivas                            | Árbitro(s): Víctor Rivas |

| 13 de febrero de 2023 | Curazao                               | 0:4 (0:3) | Panamá | Estadio Doroteo Guamuch Flores, Ciudad de Guatemala |                            |
|                       | - Walder 8' 33' - Hall 39' - Díaz 51' |           |        | Árbitro(s): Reginald Gumbs                          | Árbitro(s): Reginald Gumbs |

| 13 de febrero de 2023 | Guatemala | 0:2 (0:1) | México                         | Estadio Doroteo Guamuch Flores, Ciudad de Guatemala |                              |
|                       |           |           | - Carrillo 25' - Barajas 90+1' | Árbitro(s): Joseph Dickerson                        | Árbitro(s): Joseph Dickerson |

| 15 de febrero de 2023 | México       | 1:1 (1:0) | Panamá   | Estadio Doroteo Guamuch Flores, Ciudad de Guatemala |                              |
|                       | Azcarate 34' |           | Ryce 54' | Árbitro(s): Jeferson Escobar                        | Árbitro(s): Jeferson Escobar |

| 15 de febrero de 2023 | Guatemala | 8:3 (5:2) | Curazao                                     | Estadio Doroteo Guamuch Flores, Ciudad de Guatemala |                             |
|                       | - Escobar 3' (pen.) 25' 51' - Garzaro 14' (pen.) 34' - Sagastume 40' (pen.) - Chinchilla 90+1' - Guerra 90+4' (pen.) |           | - Sambo 29' - Lon 45+1' (a.g.) - Inesia 56' | Árbitro(s): Kwinsi Williams                         | Árbitro(s): Kwinsi Williams |

### Grupo F
| Pos. | Equipo            | Pts. | PJ | G | E | P | GF | GC | Dif. | Clasificación    |
| ---- | ----------------- | ---- | -- | - | - | - | -- | -- | ---- | ---------------- |
| 1    | Estados Unidos    | 9    | 3  | 3 | 0 | 0 | 9  | 1  | +8   | Octavos de final |
| 2    | Canadá            | 6    | 3  | 2 | 0 | 1 | 5  | 3  | +2   | Octavos de final |
| 3    | Trinidad y Tobago | 1    | 3  | 0 | 1 | 2 | 4  | 7  | −3   | Octavos de final |
| 4    | Barbados          | 1    | 3  | 0 | 1 | 2 | 1  | 8  | −7   |                  |

 Fuente: 
| 11 de febrero de 2023 | Canadá                         | 3:2 (1:0) | Trinidad y Tobago      | Estadio Pensativo, Antigua Guatemala |                          |
|                       | - Vojvodic 27' 68' - Omeze 61' |           | - Webb 67' - Sween 81' | Árbitro(s): José Fuentes             | Árbitro(s): José Fuentes |

| 11 de febrero de 2023 | Estados Unidos                                       | 5:0 (2:0) | Barbados | Estadio Pensativo, Antigua Guatemala |                              |
|                       | - Medina 25' 43' 90+3' - Figueroa 86' - Habroune 89' |           |          | Árbitro(s): Okeito Nicholson         | Árbitro(s): Okeito Nicholson |

| 13 de febrero de 2023 | Barbados | 0:2 (0:2) | Canadá                              | Estadio Pensativo, Antigua Guatemala |                          |
|                       |          |           | - MacKenzie 21' - Biello 28' (pen.) | Árbitro(s): Sanchez Bass             | Árbitro(s): Sanchez Bass |

| 13 de febrero de 2023 | Trinidad y Tobago | 1:3 (0:3) | Estados Unidos                             | Estadio Pensativo, Antigua Guatemala |                            |
|                       | Garcia 78'        |           | - Burton 11' - Rudisill 14' - Habroune 24' | Árbitro(s): Víctor Cáceres           | Árbitro(s): Víctor Cáceres |

| 15 de febrero de 2023 | Trinidad y Tobago | 1:1 (0:1) | Barbados     | Estadio Pensativo, Antigua Guatemala |                             |
|                       | Sween 82'         |           | Harewood 38' | Árbitro(s): Adonis Carrasco          | Árbitro(s): Adonis Carrasco |

| 15 de febrero de 2023 | Estados Unidos | 1:0 (0:0) | Canadá | Estadio Pensativo, Antigua Guatemala |                            |
|                       | Figueroa 64'   |           |        | Árbitro(s): Fernando Morón           | Árbitro(s): Fernando Morón |

### Grupo G
| Pos. | Equipo     | Pts. | PJ | G | E | P | GF | GC | Dif. | Clasificación    |
| ---- | ---------- | ---- | -- | - | - | - | -- | -- | ---- | ---------------- |
| 1    | Costa Rica | 7    | 3  | 2 | 1 | 0 | 8  | 3  | +5   | Octavos de final |
| 2    | Jamaica    | 4    | 3  | 1 | 1 | 1 | 7  | 6  | +1   | Octavos de final |
| 3    | Cuba       | 3    | 3  | 1 | 0 | 2 | 6  | 8  | −2   | Octavos de final |
| 4    | Guadalupe  | 3    | 3  | 1 | 0 | 2 | 3  | 7  | −4   |                  |

 Fuente: 
| 12 de febrero de 2023 | Jamaica                                  | 4:2 (1:0) | Cuba               | Estadio Doroteo Guamuch Flores, Ciudad de Guatemala |                             |
|                       | - Bell 22' - Watson 56' 75' - Gordon 70' |           | D. Reinoso 78' 89' | Árbitro(s): Kwinsi Williams                         | Árbitro(s): Kwinsi Williams |

| 12 de febrero de 2023 | Costa Rica                  | 2:1 (2:0) | Guadalupe     | Estadio Doroteo Guamuch Flores, Ciudad de Guatemala |                             |
|                       | - Albritton 5' - Narajo 14' |           | Bienville 53' | Árbitro(s): Ken Pennyfather                         | Árbitro(s): Ken Pennyfather |

| 14 de febrero de 2023 | Guadalupe                  | 2:1 (0:1) | Jamaica     | Estadio Doroteo Guamuch Flores, Ciudad de Guatemala |                              |
|                       | - Jacques 78' - Moloza 90' |           | Barrett 41' | Árbitro(s): Sergio Rozenhaut                        | Árbitro(s): Sergio Rozenhaut |

| 14 de febrero de 2023 | Cuba | 0:4 (0:3) | Costa Rica                                        | Estadio Doroteo Guamuch Flores, Ciudad de Guatemala |                           |
|                       |      |           | - Bustos 4' - Sandí 11' - Maroto 20' - Wilson 79' | Árbitro(s): Shavin Greene                           | Árbitro(s): Shavin Greene |

| 16 de febrero de 2023 | Cuba                                                         | 4:0 (2:0) | Guadalupe | Estadio Doroteo Guamuch Flores, Ciudad de Guatemala |                            |
|                       | - Y. Reinoso 22' - Hernández 32' - D. Reinoso 68' - Sosa 75' |           |           | Árbitro(s): Reginald Gumbs                          | Árbitro(s): Reginald Gumbs |

| 16 de febrero de 2023 | Costa Rica                   | 2:2 (0:1) | Jamaica                 | Estadio Doroteo Guamuch Flores, Ciudad de Guatemala |                          |
|                       | - Bustos 79' - Albritton 87' |           | - Gooden 17' - Reid 62' | Árbitro(s): Víctor Rivas                            | Árbitro(s): Víctor Rivas |

### Grupo H
| Pos. | Equipo      | Pts. | PJ | G | E | P | GF | GC | Dif. | Clasificación    |
| ---- | ----------- | ---- | -- | - | - | - | -- | -- | ---- | ---------------- |
| 1    | Honduras    | 9    | 3  | 3 | 0 | 0 | 11 | 2  | +9   | Octavos de final |
| 2    | El Salvador | 6    | 3  | 2 | 0 | 1 | 8  | 5  | +3   | Octavos de final |
| 3    | Haití       | 3    | 3  | 1 | 0 | 2 | 4  | 4  | 0    | Octavos de final |
| 4    | Surinam     | 0    | 3  | 0 | 0 | 3 | 1  | 13 | −12  |                  |

 Fuente: 
| 12 de febrero de 2023 | Haití        | 1:3 (1:1) | El Salvador                      | Estadio Pensativo, Antigua Guatemala |                               |
|                       | Tomlison 12' |           | - Argueta 39' 63' - Figueroa 86' | Árbitro(s): Norberto Da Silva        | Árbitro(s): Norberto Da Silva |

| 12 de febrero de 2023 | Honduras                                                                    | 6:1 (2:1) | Surinam | Estadio Pensativo, Antigua Guatemala |                             |
|                       | - N. Cruz 6' - Vargas 40' - Saenz 51' - Munguía 76' 88' - Osorto 85' (pen.) |           |         | Árbitro(s): Adonis Carrasco          | Árbitro(s): Adonis Carrasco |

| 14 de febrero de 2023 | Surinam | 0:3 (0:0) | Haití                                  | Estadio Pensativo, Antigua Guatemala |                               |
|                       |         |           | - Joseph 53' - Lebrun 57' - Lamare 83' | Árbitro(s): Christopher Mason        | Árbitro(s): Christopher Mason |

| 14 de febrero de 2023 | El Salvador      | 1:4 (1:3) | Honduras                                                | Estadio Pensativo, Antigua Guatemala |                             |
|                       | Bueso 36' (a.g.) |           | - Munguía 15' - Garcia 27' - Herrera 45+1' - Vargas 64' | Árbitro(s): Daniel Quintero          | Árbitro(s): Daniel Quintero |

| 16 de febrero de 2023 | El Salvador                                           | 4:0 (2:0) | Surinam | Estadio Pensativo, Antigua Guatemala |                              |
|                       | - B. Vasquez 24' - Argueta 28' - Arias 60' - Diaz 82' |           |         | Árbitro(s): Okeito Nicholson         | Árbitro(s): Okeito Nicholson |

| 16 de febrero de 2023 | Honduras      | 1:0 (1:0) | Haití | Estadio Pensativo, Antigua Guatemala |                          |
|                       | R. Cruz 45+2' |           |       | Árbitro(s): José Fuentes             | Árbitro(s): José Fuentes |

## Fase eliminatoria

### Cuadro
|  | Octavos de final                    | Octavos de final                    |                                     |       | Cuartos de final | Cuartos de final |  |  | Semifinales | Semifinales |  |  | Final | Final |
|  |                                     |                                     |                                     |       |                  |                  |  |  |             |             |  |  |       |       |
|  | 18 de febrero - Ciudad de Guatemala |                                     |                                     |       |                  |                  |  |  |             |             |  |  |       |       |
|  |                                     |                                     |                                     |       |                  |                  |  |  |             |             |  |  |       |       |
|  | México                              | 6                                   |                                     |       |                  |                  |  |  |             |             |  |  |       |       |
|  | México                              | 6                                   | 21 de febrero - Ciudad de Guatemala |       |                  |                  |  |  |             |             |  |  |       |       |
|  | Nicaragua                           | 0                                   |                                     |       |                  |                  |  |  |             |             |  |  |       |       |
|  | Nicaragua                           | 0                                   | México                              | 3     |                  |                  |  |  |             |             |  |  |       |       |
|  | 19 de febrero - Antigua Guatemala   |                                     | México                              | 3     |                  |                  |  |  |             |             |  |  |       |       |
|  |                                     | El Salvador                         | 0                                   |       |                  |                  |  |  |             |             |  |  |       |       |
|  | El Salvador (t. s.)                 | El Salvador                         | 0                                   | 3     |                  |                  |  |  |             |             |  |  |       |       |
|  | El Salvador (t. s.)                 |                                     | 24 de febrero - Ciudad de Guatemala | 3     |                  |                  |  |  |             |             |  |  |       |       |
|  | Trinidad y Tobago                   | 2                                   |                                     |       |                  |                  |  |  |             |             |  |  |       |       |
|  | Trinidad y Tobago                   | 2                                   | México                              | 5     |                  |                  |  |  |             |             |  |  |       |       |
|  | 19 de febrero - Ciudad de Guatemala |                                     | México                              | 5     |                  |                  |  |  |             |             |  |  |       |       |
|  |                                     | Panamá                              | 0                                   |       |                  |                  |  |  |             |             |  |  |       |       |
|  | Panamá                              | Panamá                              | 0                                   | 2     |                  |                  |  |  |             |             |  |  |       |       |
|  | Panamá                              | 22 de febrero - Ciudad de Guatemala |                                     | 2     |                  |                  |  |  |             |             |  |  |       |       |
|  | Cuba                                | 0                                   |                                     |       |                  |                  |  |  |             |             |  |  |       |       |
|  | Cuba                                | 0                                   | Panamá                              | 2     |                  |                  |  |  |             |             |  |  |       |       |
|  | 19 de febrero - Antigua Guatemala   |                                     | Panamá                              | 2     |                  |                  |  |  |             |             |  |  |       |       |
|  |                                     | Honduras                            | 1                                   |       |                  |                  |  |  |             |             |  |  |       |       |
|  | Honduras                            | Honduras                            | 1                                   | 6     |                  |                  |  |  |             |             |  |  |       |       |
|  | Honduras                            |                                     | 26 de febrero - Ciudad de Guatemala | 6     |                  |                  |  |  |             |             |  |  |       |       |
|  | Bermudas                            | 0                                   |                                     |       |                  |                  |  |  |             |             |  |  |       |       |
|  | Bermudas                            | 0                                   | México                              | 3     |                  |                  |  |  |             |             |  |  |       |       |
|  | 19 de febrero - Ciudad de Guatemala |                                     | México                              | 3     |                  |                  |  |  |             |             |  |  |       |       |
|  |                                     | Estados Unidos                      | 1                                   |       |                  |                  |  |  |             |             |  |  |       |       |
|  | Costa Rica                          | Estados Unidos                      | 1                                   | 1 (2) |                  |                  |  |  |             |             |  |  |       |       |
|  | Costa Rica                          | 22 de febrero - Ciudad de Guatemala |                                     | 1 (2) |                  |                  |  |  |             |             |  |  |       |       |
|  | Puerto Rico                         | 1 (4)                               |                                     |       |                  |                  |  |  |             |             |  |  |       |       |
|  | Puerto Rico                         | 1 (4)                               | Puerto Rico                         | 0     |                  |                  |  |  |             |             |  |  |       |       |
|  | 18 de febrero - Antigua Guatemala   |                                     | Puerto Rico                         | 0     |                  |                  |  |  |             |             |  |  |       |       |
|  |                                     | Canadá                              | 3                                   |       |                  |                  |  |  |             |             |  |  |       |       |
|  | Canadá                              | Canadá                              | 3                                   | 3     |                  |                  |  |  |             |             |  |  |       |       |
|  | Canadá                              |                                     | 24 de febrero - Ciudad de Guatemala | 3     |                  |                  |  |  |             |             |  |  |       |       |
|  | Haití                               | 0                                   |                                     |       |                  |                  |  |  |             |             |  |  |       |       |
|  | Haití                               | 0                                   | Canadá                              | 0     |                  |                  |  |  |             |             |  |  |       |       |
|  | 18 de febrero - Ciudad de Guatemala |                                     | Canadá                              | 0     |                  |                  |  |  |             |             |  |  |       |       |
|  |                                     | Estados Unidos                      | 2                                   |       |                  |                  |  |  |             |             |  |  |       |       |
|  | Jamaica                             | Estados Unidos                      | 2                                   | 1     |                  |                  |  |  |             |             |  |  |       |       |
|  | Jamaica                             | 21 de febrero - Ciudad de Guatemala |                                     | 1     |                  |                  |  |  |             |             |  |  |       |       |
|  | Guatemala                           | 2                                   |                                     |       |                  |                  |  |  |             |             |  |  |       |       |
|  | Guatemala                           | 2                                   | Guatemala                           | 3     |                  |                  |  |  |             |             |  |  |       |       |
|  | 18 de febrero - Antigua Guatemala   |                                     | Guatemala                           | 3     |                  |                  |  |  |             |             |  |  |       |       |
|  |                                     | Estados Unidos                      | 5                                   |       |                  |                  |  |  |             |             |  |  |       |       |
|  | Estados Unidos                      | Estados Unidos                      | 5                                   | 7     |                  |                  |  |  |             |             |  |  |       |       |
|  | Estados Unidos                      |                                     |                                     | 7     |                  |                  |  |  |             |             |  |  |       |       |
|  | República Dominicana                | 0                                   |                                     |       |                  |                  |  |  |             |             |  |  |       |       |
|  | República Dominicana                | 0                                   |                                     |       |                  |                  |  |  |             |             |  |  |       |       |

### Octavos de final
| 18 de febrero de 2023 | México                                                                     | 6:0 (3:0) | Nicaragua | Estadio Doroteo Guamuch Flores, Ciudad de Guatemala |                             |
| 17:00                 | - Barajas 19' - García 24' - Álvarez 30' - Carrillo 60', 68' - Urias 90+1' |           |           | Árbitro(s): Ken Pennyfather                         | Árbitro(s): Ken Pennyfather |

| 18 de febrero de 2023 | Estados Unidos                                                       | 7:0 (2:0) | República Dominicana | Estadio Pensativo, Antigua Guatemala |                             |
| 17:00                 | - Aquino 22', 30' - Figueroa 45+2', 57' - Burton 62' - Soto 83', 90' |           |                      | Árbitro(s): Daniel Quintero          | Árbitro(s): Daniel Quintero |

| 18 de febrero de 2023 | Canadá                              | 3:0 (2:0) | Haití | Estadio Pensativo, Antigua Guatemala |                            |
| 20:00                 | - N’Diaye 4' - Ozimec 16' - Pop 88' |           |       | Árbitro(s): Víctor Cáceres           | Árbitro(s): Víctor Cáceres |

| 18 de febrero de 2023 | Jamaica       | 1:2 (0:1) | Guatemala                     | Estadio Doroteo Guamuch Flores, Ciudad de Guatemala |                                |
| 20:00                 | - Barrett 54' |           | - Sagastume 32' - Vásquez 77' | Árbitro(s): Filiberto Mártínez                      | Árbitro(s): Filiberto Mártínez |

| 19 de febrero de 2023 | Costa Rica                            | 1:1 (1:1, 0:0) (t. s.)(2:4 p.) | Puerto Rico                                 | Estadio Doroteo Guamuch Flores, Ciudad de Guatemala |                               |
| 17:00                 | - Wilson 90+1'                        |                                | - Byron 68'                                 | Árbitro(s): Jefferson Escobar                       | Árbitro(s): Jefferson Escobar |
|                       |                                       | Tiros desde el punto penal     |                                             |                                                     |                               |
|                       | - Maroto - Ramirez - Castro - Naranjo |                                | - Rosa - Prado - Rosario - Torres - Delgado |                                                     |                               |

| 19 de febrero de 2023 | Honduras                                                                         | 6:0 (4:0) | Bermudas | Estadio Pensativo, Antigua Guatemala |                               |
| 17:00                 | - R. Cruz 21' - Munguía 24' - Osorto 27' - N. Cruz 37' - Garcia 54' - Vargas 67' |           |          | Árbitro(s): Christopher Mason        | Árbitro(s): Christopher Mason |

| 19 de febrero de 2023 | Panamá                  | 2:0 (0:0) | Cuba | Estadio Doroteo Guamuch Flores, Ciudad de Guatemala |                              |
| 20:00                 | - Rios 57' - Walder 78' |           |      | Árbitro(s): Joseph Dickerson                        | Árbitro(s): Joseph Dickerson |

| 19 de febrero de 2023 | El Salvador                                   | 3:2 (2:2, 1:1) (t. s.) | Trinidad y Tobago         | Estadio Pensativo, Antigua Guatemala |                             |
| 20:00                 | - B. Vasquez 3' - Menjívar 65' - Ventura 107' |                        | - Cardines 33' - Webb 79' | Árbitro(s): Adonis Carrasco          | Árbitro(s): Adonis Carrasco |

### Cuartos de final
- Los ganadores clasificaron a la Copa Mundial de Fútbol Sub-17 de 2023.

| 21 de febrero de 2023 | México                          | 3:0 (1:0) | El Salvador | Estadio Doroteo Guamuch Flores, Ciudad de Guatemala |                              |
| 16:00                 | - Carrillo 18' - Urias 63', 71' |           |             | Árbitro(s): Joseph Dickerson                        | Árbitro(s): Joseph Dickerson |

| 21 de febrero de 2023 | Guatemala                                        | 3:5 (1:2) | Estados Unidos                                               | Estadio Doroteo Guamuch Flores, Ciudad de Guatemala |                            |
| 19:00                 | - Escobar 45' (pen.) - Vásquez 52' - Aguilar 74' |           | - Romero 7' - Figueroa 28', 53' - Harangi 51' - Habroune 83' | Árbitro(s): Víctor Cáceres                          | Árbitro(s): Víctor Cáceres |

| 22 de febrero de 2023 | Puerto Rico | 0:3 (0:2) | Canadá                                       | Estadio Doroteo Guamuch Flores, Ciudad de Guatemala |                             |
| 16:00                 |             |           | - Vojvodic 8' - N’Diaye 36' - Stefanovic 55' | Árbitro(s): Kwinsi Williams                         | Árbitro(s): Kwinsi Williams |

| 22 de febrero de 2023 | Panamá                                | 2:1 (0:0) | Honduras        | Estadio Doroteo Guamuch Flores, Ciudad de Guatemala |                          |
| 19:00                 | - Vaquedano 50' (a.g.) - Pierre 90+1' |           | - R. Cruz 90+3' | Árbitro(s): José Fuentes                            | Árbitro(s): José Fuentes |

### Semifinales
| 24 de febrero de 2023 | México                                                                   | 5:0 (1:0) | Panamá | Estadio Doroteo Guamuch Flores, Ciudad de Guatemala |                             |
| 16:00                 | - Carrillo 37' - Krug 58' (a.g.) - Urias 67' - Lomelí 78' - Suárez 90+1' |           |        | Árbitro(s): Adonis Carrasco                         | Árbitro(s): Adonis Carrasco |

| 24 de febrero de 2023 | Canadá | 0:2 (0:1) | Estados Unidos                | Estadio Doroteo Guamuch Flores, Ciudad de Guatemala |                               |
| 19:00                 |        |           | - Burton 36' - Figueroa 90+4' | Árbitro(s): Christopher Mason                       | Árbitro(s): Christopher Mason |

### Final
| 26 de febrero de 2023 | México                                                        | 3:1 (1:0) | Estados Unidos | Estadio Doroteo Guamuch Flores, Ciudad de Guatemala |                             |
| 16:00                 | - Carrillo 10' (pen.) - Navarrete 51' - Martínez 90+2' (pen.) |           | - Soma 69'     | Árbitro(s): Filiberto López                         | Árbitro(s): Filiberto López |

|                           |
| Bandera de México         |
| Campeón México 9.º título |

## Clasificados a la Copa Mundial de Fútbol Sub-17 de 2023
| Bandera de México     | Bandera de Estados Unidos | Bandera de Canadá     | Bandera de Panamá     |
| México                | Estados Unidos            | Canadá                | Panamá                |
| Clasificado: 21/02/23 | Clasificado: 21/02/23     | Clasificado: 22/02/23 | Clasificado: 22/02/23 |